# Monkonosaurus
Monkonosaurus là một chi khủng long, được Zhao X. vide Dong mô tả khoa học năm 1990.